# Men in Black 2
Pour les articles homonymes, voir Men in Black.
Série Men in Black
Men in Black
(1997) Men in Black 3
(2012)
Pour plus de détails, voir Fiche technique et Distribution.
Men in Black 2, ou Hommes en noir 2 au Québec, est un film américain réalisé par Barry Sonnenfeld, sorti en 2002.
C'est le deuxième volet de la série de films, après Men in Black en 1997, inspirés de l'univers de fiction Men in Black. Il est suivi par Men in Black 3 en 2012 et le spin-off Men in Black: International en 2019.

## Synopsis
L'agent J, autrefois formé par son mentor, l'ex-agent K, continue de réglementer l'activité extraterrestre dans les rues de New York pour l'agence secrète MIB depuis cinq ans. Changeant en permanence de partenaires pour diverses raisons, il se voit confier par Z une nouvelle affaire de meurtre impliquant deux extraterrestres.
Durant cette enquête, J décide de ne pas respecter le règlement qui oblige à effacer la mémoire des témoins. Il s'apercevra vite que la Terre est (à nouveau) en danger si la « lumière de Zartha » n'est pas très vite retrouvée. Malheureusement pour J, la seule personne sachant où se trouve cette lumière n'est autre que K, actuellement à la retraite.
La mission se révèle d'autant plus difficile qu'il faut aider K à retrouver la mémoire avant que la puissante Serleena ne trouve elle aussi l'objet de toutes les convoitises, et ce avant minuit.

## Fiche technique
Sauf indication contraire, les informations mentionnées dans cette section peuvent être confirmées par les bases de données cinématographiques IMDb et Allociné,  présentes dans la section « Liens externes ».
- Titre original : Men in Black II ou MIIB
- Titre français : Men in Black 2
- Titre québécois : Hommes en noir 2
- Réalisation : Barry Sonnenfeld
- Scénario : Robert Gordon et Barry Fanaro, d'après une histoire de Robert Gordon et les comics Men in Black créés par Lowell Cunningham
- Musique : Danny Elfman
- Direction artistique : Alec Hammond, Sean Haworth et Thomas P. Wilkins
- Décors : Bo Welch
- Costumes : Mary E. Vogt
- Photographie : Greg Gardiner
- Son : Kevin O'Connell, Greg P. Russell, Peter F. Kurland
- Montage : Richard Pearson et Steven Weisberg
- Production : Laurie MacDonald et Walter F. Parkes
  - Production déléguée : Steven Spielberg
  - Production associée : Marc Haimes et Stephanie Kemp
  - Coproduction : Graham Place
- Sociétés de production[1] : Amblin Entertainment, en association avec Parkes/MacDonald Image Nation, présenté par Columbia Pictures
- Sociétés de distribution : Columbia Pictures (États-Unis) ; Columbia TriStar Films (France)
- Budget : 140 millions de $[2]
- Pays de production :  États-Unis
- Langue originale : anglais
- Format[3] : couleur (DeLuxe) - 35 mm - 1,85:1 (Panavision) - son DTS | Dolby Digital | SDDS | Dolby Atmos
- Genre : science-fiction, action, aventures, comédie
- Durée : 88 minutes
- Dates de sortie[4] :
  - Québec : 3 juin 2002[5]
  - États-Unis : 3 juillet 2002
  - Suisse romande : 10 juillet 2002[6]
  - France : 7 août 2002
  - Belgique : 14 août 2002[7]
- Classification[8] :
  - États-Unis : accord parental recommandé, film déconseillé aux moins de 13 ans (PG-13 - Parents Strongly Cautioned)[Note 1]
  - France : tous publics (conseillé à partir de 10 ans)[9],[10]
  - Belgique : tous publics (Alle Leeftijden)[7]
  - Suisse romande : interdit aux moins de 10 ans[11]
  - Québec : tous publics (G - General Rating)[5]

## Distribution
Sauf indication contraire, les informations mentionnées dans cette section peuvent être confirmées par la base de données cinématographiques IMDb,  présente dans la section « Liens externes ».
- Tommy Lee Jones (VF : Claude Giraud ; VQ : Éric Gaudry) : Kevin Brown / Agent K
- Will Smith (VF : Greg Germain ; VQ : Pierre Auger) : James Edwards III / Agent J (en)
- Rosario Dawson (VF : Annie Milon ; VQ : Hélène Mondoux) : Laura Vasquez
- Lara Flynn Boyle (VF : Anne Deleuze ; VQ : Anne Bédard) : Serleena
- Johnny Knoxville (VF : Pierre Tessier ; VQ : Daniel Picard) : Scrad / Charlie
- Rip Torn (VF : Pierre Hatet ; VQ : Vincent Davy) : Z
- Tony Shalhoub (VF : Lionel Henry ; VQ : Marc Bellier) : Jeebs
- Patrick Warburton (VF : Patrice Baudrier ; VQ : Benoit Rousseau) : l'agent T
- Jack Kehler (VF : Bernard-Pierre Donnadieu) : Ben
- Tim Blaney (VF : Pascal Germain ; VQ : Sébastien Dhavernas) : Frank le chien (voix)
- Peter Graves (VF : Marcel Guido) : lui-même
- Michael Jackson (VF : Alexandre Gillet) : Agent M (caméo)
- Rick Baker : l'agent MIB au contrôle des passeports
- John Alexander (VF : François Siener) : Jarra
- Matthew McGrory : le grand extra-terrestre
- David Cross (VF : Olivier Jankovic ; VQ : François Godin) : Newton
- Colombe Jacobsen-Derstine : Hailey
- Nick Cannon : un agent du MIB
- Alpheus Merchant (VF : Robert Liensol) : un garde du MIB
- Sid Hillman (VF : Vincent Ropion) : l'agent Gee
- Biz Markie : un extraterrestre postier qui parle en beatbox
- Brad Abrell (VF : Serge Faliu) : Mannix
- Doug Jones : Joey
- Lenny Venito : un new-yorkais
- Jeremy Howard : un alien au centre de tri
- Martin Klebba : un enfant alien
- Barry Sonnenfeld (VF : Alexandre Gillet) : l'homme dans l'appartement où K reprend ses armes
- Martha Stewart : elle-même
- Richard Pearson : Gordy (voix)
- Voix additionnelles : Boris Rehlinger

## Production

### Développement

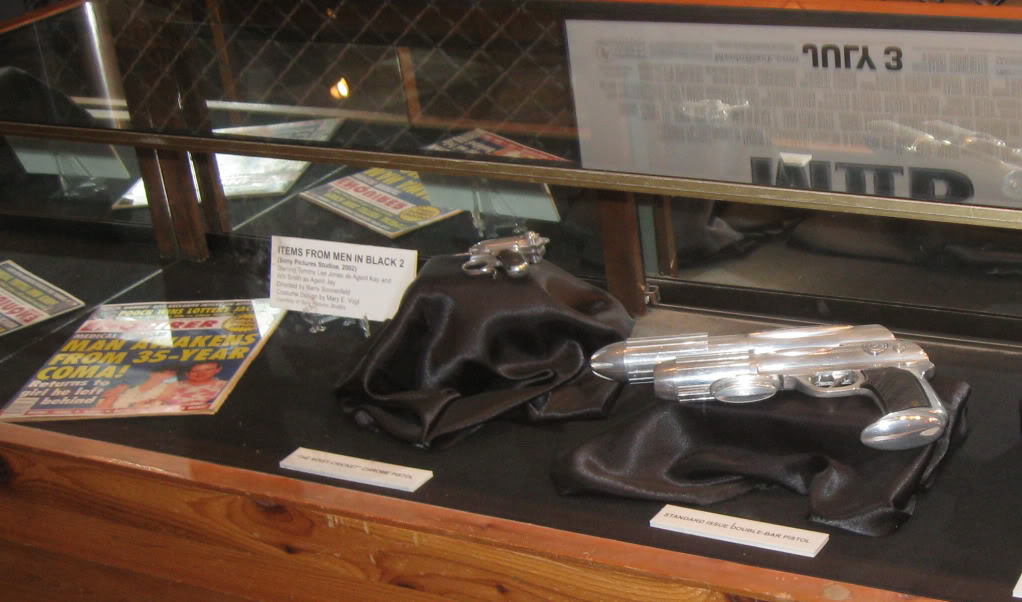
Accessoires du film.

Le script est à l'origine développé par David Koepp, mais il quitte le projet pour travailler sur Spider-Man (Sam Raimi, 2002),. Robert Gordon écrit finalement le scénario, avant les révisions effectuées par Barry Fanaro. Ce dernier ajoute de nombreuses clins d'œil et références à la culture populaire. Le réalisateur Barry Sonnenfeld souhaite que l'histoire se focalise sur l'histoire d'amour entre J et Laura Vasquez.
La scène finale du film devait initialement se dérouler au World Trade Center mais le scénario est réécrit après les attentats du 11 septembre 2001,.

### Attribution des rôles
Famke Janssen devait à l'origine tenir le rôle de Serleena. Mais elle doit quitter le projet à la suite d'un décès dans sa famille et est remplacée par Lara Flynn Boyle, alors que Halle Berry, Jennifer Lopez et Yeardley Smith ont également auditionné pour le rôle.
Robert Downey Jr. et Keanu Reeves ont auditionné pour le rôle Scrad/Charlie, qui revient finalement à Johnny Knoxville.
Linda Fiorentino devait initialement reprendre son rôle de l'agent L, mais elle a décliné la proposition après avoir lu le script.

### Tournage
Le tournage a lieu du 11 juin 2001 au 23 septembre 2001, principalement dans l'État de New York (Muséum américain d'histoire naturelle, Central Park, Manhattan, Grand Central Terminal, Fire Island) et en Californie (Pasadena, Sony Pictures Studios, Los Angeles).

## Musique
Bandes originales de Men in Black
Men in Black
(1997) Men in Black 3
(2012)
Tout comme le premier film, Danny Elfman compose la musique du film. Will Smith interprète quant à lui le titre Black Suits Comin' (Nod Ya Head), qu'il a coécrit et qui est également présent sur l'album Born to Reign.
| Liste des titres | Liste des titres                 | Liste des titres              | Liste des titres | Liste des titres | Liste des titres | Liste des titres | Liste des titres | Liste des titres | Liste des titres |
| No               | Titre                            | Artiste                       | Durée            |                  |                  |                  |                  |                  |                  |
| ---------------- | -------------------------------- | ----------------------------- | ---------------- | ---------------- | ---------------- | ---------------- | ---------------- | ---------------- | ---------------- |
| 1.               | Worms Lounge (Worms in Black)    | Danny Elfman                  | 5:20             |                  |                  |                  |                  |                  |                  |
| 2.               | Logo                             | Danny Elfman                  | 0:22             |                  |                  |                  |                  |                  |                  |
| 3.               | Titles                           | Danny Elfman                  | 5:01             |                  |                  |                  |                  |                  |                  |
| 4.               | Big Jeff                         | Danny Elfman                  | 2:25             |                  |                  |                  |                  |                  |                  |
| 5.               | Headquarters                     | Danny Elfman                  | 1:52             |                  |                  |                  |                  |                  |                  |
| 6.               | Chop-Chop                        | Danny Elfman                  | 2:00             |                  |                  |                  |                  |                  |                  |
| 7.               | Heart Thump                      | Danny Elfman                  | 1:51             |                  |                  |                  |                  |                  |                  |
| 8.               | Costums                          | Danny Elfman                  | 0:51             |                  |                  |                  |                  |                  |                  |
| 9.               | Hunting For K                    | Danny Elfman                  | 1:41             |                  |                  |                  |                  |                  |                  |
| 10.              | J Nabbed / K's Back              | Danny Elfman                  | 2:20             |                  |                  |                  |                  |                  |                  |
| 11.              | The Real Story                   | Danny Elfman                  | 1:41             |                  |                  |                  |                  |                  |                  |
| 12.              | Sleuthing                        | Danny Elfman                  | 2:21             |                  |                  |                  |                  |                  |                  |
| 13.              | The Defense Begins               | Danny Elfman                  | 2:47             |                  |                  |                  |                  |                  |                  |
| 14.              | The Chase                        | Danny Elfman                  | 3:22             |                  |                  |                  |                  |                  |                  |
| 15.              | The Light                        | Danny Elfman                  | 5:44             |                  |                  |                  |                  |                  |                  |
| 16.              | The Finale                       | Danny Elfman                  | 0:18             |                  |                  |                  |                  |                  |                  |
| 17.              | Worm Lounge 2                    | Danny Elfman                  | 3:09             |                  |                  |                  |                  |                  |                  |
| 18.              | Titles Revisited                 | Danny Elfman                  | 2:57             |                  |                  |                  |                  |                  |                  |
| 19.              | I Will Survive                   | Tim Blaney                    | 3:03             |                  |                  |                  |                  |                  |                  |
| 20.              | Black Suits Comin' (Nod Ya Head) | Will Smith featuring Trâ-Knox | 4:20             |                  |                  |                  |                  |                  |                  |
| 53:26            |                                  |                               |                  |                  |                  |                  |                  |                  |                  |

## Accueil

### Accueil critique
Le film reçoit des critiques plutôt partagées. Sur l'agrégateur américain Rotten Tomatoes, il récolte 39 % d'opinions favorables pour 197 critiques et une note moyenne de 5,3⁄10. Sur Metacritic, il obtient une note moyenne de 49⁄100 pour 37 critiques.
En France, le site Allociné propose une note moyenne de 3,1⁄5 à partir de l'interprétation de critiques provenant de 21 titres de presse.

### Box-office
| Pays ou région    | Box-office                | Date d'arrêt du box-office | Nombre de semaines |
| ----------------- | ------------------------- | -------------------------- | ------------------ |
| États-Unis Canada | 190 418 803 $ de recettes | 29 août 2002               | 8                  |
| France            | 4 707 082 entrées         | 18 septembre 2002          | 7                  |
| Total mondial     | 441 818 803 $             |                            |                    |

## Distinctions
Entre 2002 et 2003, le film Men in Black 2 a été sélectionné dans diverses catégories et a remporté 3 récompenses.

### Récompenses
2002
- The Stinkers Bad Movie Awards : caméo le plus distrayant pour Michael Jackson
- Bogey Awards : Prix Bogey de platine pour Columbia Pictures[Note 2]

2003
- BMI Film and TV Awards : meilleure musique de film pour Danny Elfman

### Nominations
2002
- MTV Video Music Awards : meilleur clip vidéo d'un film pour Will Smith (pour Will Smith feat. TRÂ-Knox : Black Suits Comin' (Nod Ya Head))
- Teen Choice Awards :
  - Meilleur film dramatique / action aventure
  - Meilleur acteur dans un film dramatique / action / aventure pour Will Smith
  - Meilleur film de l'été

2003
- Saturn Awards : meilleur film de science-fiction
- Kids' Choice Awards : acteur de cinéma préféré pour Will Smith
- Italian Online Movie Awards (IOMA) : meilleurs effets visuels
- Phoenix Film Critics Society Awards : meilleur maquillage
- Visual Effects Society Awards :
  - Meilleurs effets visuels dans un film en prises de vues réelles pour John Andrew Berton Jr., Tom Bertino, Bill Westenhofer et Erik Mattson
  - Meilleure performance d'acteur dans un film à effets spéciaux pour Will Smith

## Analyse